# Artikel (Wortart)
Als Artikel (von lateinisch articulus ‚Gelenk‘), in der traditionellen Grammatik auch Geschlechtswort oder Begleiter, wird ein Wort bezeichnet, das regelhaft in Verbindung mit einem Substantiv (einschließlich Substantivierungen) gebraucht wird und es vor allem hinsichtlich seiner Definitheit kennzeichnet.
Im Deutschen herrscht Kongruenz, also Merkmalsübereinstimmung, zwischen Artikel und Substantiv in Genus, Numerus und Kasus. Das Genus des Substantivs ist im Deutschen und manchen anderen Sprachen dadurch nur am Artikel direkt zu sehen. Für den Begriff des Artikels ist es jedoch nicht wesentlich, dass solche Merkmale ausgedrückt werden; daher wird die deutsche Bezeichnung „Geschlechtswort“ in der Grammatik nicht allgemein benutzt. Es ist möglich, dass eine Sprache Genus bei Substantiven unterscheidet, aber zugleich nicht bei Artikeln, so im Walisischen.
Ein Artikel hat keine eigene inhaltliche Bedeutung, sondern setzt die inhaltliche Beschreibung, die das begleitete Substantiv gibt, in Beziehung zu konkreten Individuen, zum Beispiel in folgender Weise:
- Er führt mithilfe der gegebenen Beschreibung ein neues Individuum ein: In diesem Auto sitzt ein Säugling. (a)
- Er greift ein bereits erwähntes und nach der Beschreibung eindeutig bestimmbares Individuum wieder auf: Gib mir mal den Säugling! (b)
- Es wird ein noch nicht erwähntes Individuum bezeichnet, dessen Existenz aber sowohl Sender als auch Empfänger eindeutig erschließbar ist: Sie muss ins Krankenhaus, das Baby kommt. (c)
- Es wird eine generelle Aussage gemacht über etwas, das seiner Art nach bekannt ist: Ein Säugling beherrscht noch nicht die Rechtschreibung. (d)

Solche Bedeutungsmerkmale nennt man in der Grammatik indefinit (a), definit (b), spezifisch (c) und generisch (d); sie werden in der grammatischen Kategorie Determination zusammengefasst.
Diese Bedeutungsmerkmale müssen nicht zwangsläufig von selbständigen Wörtern ausgedrückt werden, sondern können auch durch Affixe angezeigt werden, die keinen Status als eigenständige Wörter haben (etwa in den skandinavischen oder in den Balkansprachen). Artikel als selbständige Wörter sind jedoch insofern prominent, als sie in den großen Sprachen Westeuropas auftreten, die über den ganzen Globus verbreitet sind: im Englischen, im Französischen, im Spanischen, im Portugiesischen und eben auch im Deutschen.

## Linguistische Zuordnung
Aufgrund ihrer Funktion als Begleiter von Nomina werden Artikel in der jüngeren Linguistik zu den Determinativen (auch Determinantien, Determinierer, Artikelwörter; DET) gezählt. Unter der erweiterten Begriffsbestimmung der Wortart werden als Artikelwort auch die adjektivischen Pronomen einbezogen. Dabei ist zu beachten, dass Artikelwörter nur dann als solche bewertet werden, wenn sie ein Hauptwort begleiten. Ohne dieses Merkmal sind es gewöhnliche Pronomina.
Zu solchen Determinativen zählen neben dem Artikel im engeren Sinne solche von Pronomina abgeleitete Formen, die den Artikel ersetzen können, zum Beispiel kein/dieses/jenes/manches/jedes Computerprogramm statt das/ein Computerprogramm.
Sprachen, die weder Artikel i.e.S. noch ein Artikelwort besitzen, sind artikellos, auch unter Einbeziehung des Artikelworts in die weitere Definition der Wortart ‚Artikel‘ (ART). Doch kann ein i. e. S. artikelloser Sprachtyp (wie etwa slawische Sprachen) durchaus Artikelwörter aufweisen, zum Beispiel: lateinisch iste homo bzw. russisch этот мужчина für deutsch ‚dieser Mann‘.

## Syntaktischer Status
Durch die Hinzufügung eines Artikels entsteht eine abgeschlossene syntaktische Phrase. Es bestehen jedoch unterschiedliche Ansichten darüber, ob in dieser Verbindung der Artikel den syntaktischen Kopf darstellt oder das Substantiv; entsprechend wird entweder von Determinansphrase oder von Nominalphrase gesprochen.

## Erscheinungsformen
Es gibt zwei semantisch zu unterscheidende Artikel, nämlich den definiten (bestimmten) und den indefiniten (unbestimmten) Artikel. Zu ihrer Funktion siehe das Stichwort Definitheit. Deutsch verfügt über beide (der und ein). Andere Sprachen wie Altgriechisch haben bloß einen definiten, noch andere wie Türkisch nur einen indefiniten Artikel, während die meisten Sprachen gar keinen Artikel besitzen, darunter Latein.
Die Sprachen mit Artikel unterscheiden sich darin, inwieweit seine Verwendung in nominalen Ausdrücken möglich oder obligatorisch ist. Im Deutschen z. B. haben indefinite pluralische Nominalsyntagmen (wie in da waren Studenten) sowie indefinite Massensubstantive (wie in kannst du mir Geld leihen?) einen sogenannten Nullartikel. Da diese artikellose Form in paradigmatischer Beziehung zum indefiniten Artikel steht, spricht man auch vom sogenannten indefiniten Nullartikel. Für die unbestimmte Pluralform (Studenten) nimmt man einen pluralischen Nullartikel an, zur Abgrenzung gegen den Nullartikel für unzählbare Substantive, wie etwa Geld oder Durst.
Die deutschen Artikel kongruieren mit dem Substantiv, zu dem sie gehören, in den grammatischen Kategorien Genus, Numerus und Kasus. In vielen Fällen sind diese Kategorien eher am Artikel erkennbar als an der Endung des Substantivs, wie beispielsweise die Frau im Nominativ und Akkusativ bzw. der Frau im Genitiv und Dativ. Daher führt die methodische Bedeutung des Artikels zur Analyse dieser Kategorien. So ist auch im deutschen Rechtschreibwörterbuch das Genus über die Form des definiten Artikels der, die, das angegeben.

## Historische Entwicklung der Artikel

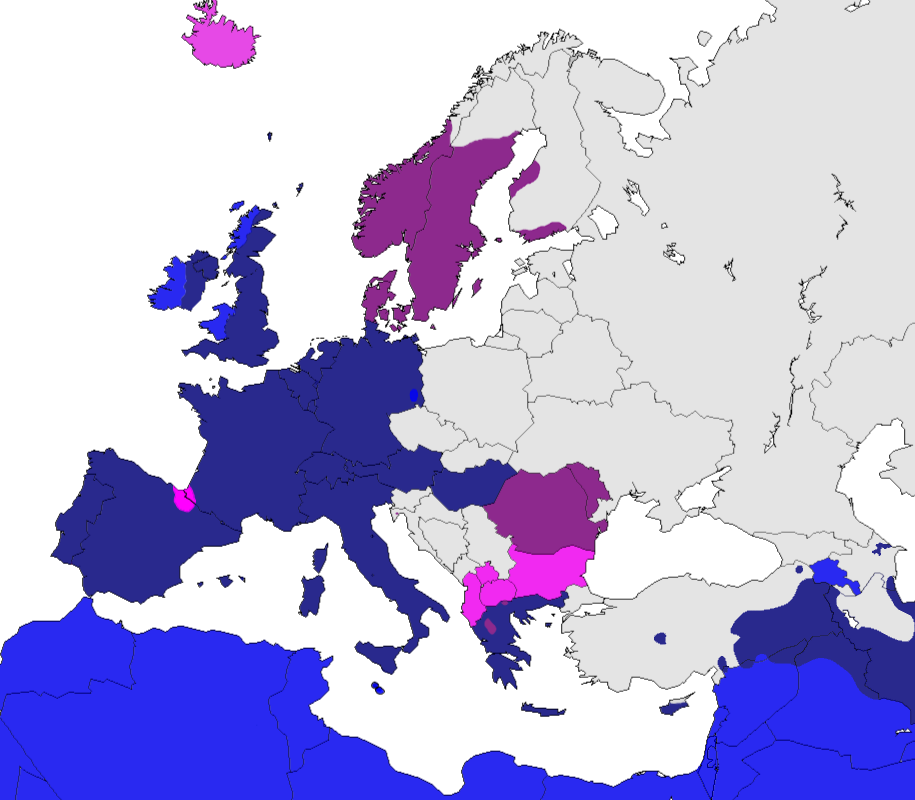
Verbreitung der bestimmten und unbestimmten Artikel in den Sprachen von Europa:
bestimmter und unbestimmter Artikel
nur bestimmter Artikel
unbestimmter Artikel und bestimmte Nachsilbe
nur bestimmte Nachsilbe
kein Artikel

Die indogermanische Ursprache, aus der sich in den letzten 5000 Jahren die meisten Sprachen Europas entwickelten, hatte nach heutigem Wissen noch keinen Artikel. Die Artikel entstanden erst in den verschiedenen Tochtersprachen.

### Der unbestimmte Artikel
Der unbestimmte Artikel entwickelte sich in vielen Sprachen aus dem Numerale (Zahlwort) für 1 und ist deshalb häufig mit diesem in der Form identisch.
lateinisch ūnus/ūna/ūnum (von altlateinisch oinos) (m./f./n.)
→ italienisch uno/una
→ französisch un/une
→ katalanisch un/una
→ spanisch un/una
→ portugiesisch um/uma
Jedoch wird er im Gegensatz zum Zahlwort meist nicht oder nur schwach betont und hat sich darum auch in seiner Form in manchen Sprachen und Dialekten so stark verändert, dass er vom Zahlwort klar zu unterscheiden ist:
lateinisch ūnus/ūna/ūnum (m./f./n.)
→ rumänisch unu/una (Zahlwort)
→ rumänisch un/o (unbestimmter Artikel)
altenglisch ān
→ neuenglisch one (Zahlwort)
→ neuenglisch a, an (unbestimmter Artikel)
althochdeutsch einer/einiu/einaz (m./f./n.)
→ mittelhochdeutsch ein/eine/ein (m./f./n.)
→ bairisch oa (Zahlwort, Einheitsform für alle Genera)
→ bairisch a (unbestimmter Artikel, Einheitsform für alle Genera)
Man vergleiche zur unterschiedlichen Funktion von Numerale und unbestimmtem Artikel folgende deutsche Sätze, wo der Satzakzent fett markiert ist:
Ich möchte einen Bleistift. (Satzakzent auf dem Zahlwort: genau einen, nicht zwei oder mehr)
Ich möchte einen Bleistift. (Satzakzent auf dem Objekt: und nicht etwas anderes, z. B. einen Kugelschreiber)
Ich möchte einen Bleistift. (Satzakzent auf dem Subjekt: und nicht jemand anderes, z. B. meine Kollegin)
Ich möchte einen Bleistift. (Satzakzent auf dem Prädikat: und habe ihn nicht bereits)
Nur im ersten Satz ist einen die Form des Zahlworts für 1, und es ist als solches auch stets betont. In den übrigen Sätzen ist einen unbestimmter Artikel und bedeutet einen beliebigen; als solcher trägt es den Satzakzent nicht, sondern lehnt sich in der Betonung an das dazugehörige Substantiv (in diesem Fall: Bleistift) an.
Der Unterschied wird auch dadurch erkennbar, dass der unbestimmte Artikel – im Gegensatz zum Zahlwort für 1 – in der deutschen Umgangssprache zum Klitikon reduziert werden kann und so seinen Status als eigenständiges Wort mit Betonung vollständig verliert:
Ich möcht’ ’nen Bleistift.
Ich möcht’ ’n Bleistift.
In neueren Formen der Umgangssprache wird der unbestimmte Artikel jedoch neu gebildet durch Anreicherung mit der ihrer deiktischen Funktion entledigten Partikel so:
Ich möcht’ so’n Bleistift.

### Der bestimmte Artikel
Die älteste Sprache, für die sich der Gebrauch eines bestimmten Artikels nachweisen lässt, ist das Griechische. Das entsprechende Morphem geht dabei auf ein urindogermanisches Demonstrativum zurück, welches im Laufe der Entwicklung der griechischen Sprache seine demonstrative Funktion soweit eingebüßt hat, dass es zum bestimmten Artikel umfunktioniert werden kann:
urindogermanisch *só deh₂mos (demonstrativ: „diese Leute“)
→ altgriechisch ὁ δῆμος (ho dēmos, definit: „das Volk“; auch „die ganze Bevölkerung eines Gebiets“)
Auch in Wulfilas gotischer Bibelübersetzung lassen sich Artikel nachweisen, deren Gebrauch Ingerid Dal auf den Einfluss des griechischen Ausgangstextes zurückführt, in dem Artikel verwendet wurden. Im Althochdeutschen (das keine Fortsetzung des Gotischen ist) ist die Artikelverwendung ebenfalls belegt, wenn auch noch nicht in aller Konsequenz: Der bestimmte Artikel entwickelte sich aus den Demonstrativpronomen dër, diu, daz und wurde auch schon als Relativpronomen gebraucht. Infolgedessen entstanden die so genannten zusammengesetzten Demonstrativpronomen aus dem einfachen Demonstrativpronomen und dem unflektierbaren Demonstrativpartikel se. Daher wird zunächst auch nur der erste Teil flektiert; die Endflexion wird hier erst später die Regel.
Im Mittelhochdeutschen ist das Vorkommen von artikellosen Substantiven schon sehr stark eingeschränkt; der Gebrauch des bestimmten wie auch des unbestimmten Artikels wird im Mittelhochdeutschen die Regel. In dieser Sprachperiode findet sich auch die im Neuhochdeutschen unmögliche Form der Artikelsetzung vor Possessivpronomen und Substantiv: die iuweren schoenen tohter. Eine weitere heute ungebräuchliche Konstruktion ist die gleichzeitige Verwendung von bestimmtem und unbestimmtem Artikel, die sich vor allem vor einem Relativsatz oder beim Superlativ nachweisen lässt: ein daz schoenste gras. Erst allmählich erreichte die Entwicklung den Stand, dass dem alternativen Gebrauch von bestimmtem oder unbestimmtem Artikel oder Artikellosigkeit konkrete Bedeutungsunterschiede entsprachen. Vor Personennamen schwankt die Artikelverwendung; viele deutsche Varietäten kennen sie, die Standardsprache hingegen nicht. Im Schweizerdeutschen etwa heißt es: i ha der Marco gseh = „ich habe [den] Marco gesehen“, obwohl dies in neuerer Zeit seltener geschieht.
Dieser Trend lässt sich heute in Ansätzen auch in einigen baltischen und slawischen Sprachen beobachten. Im Tschechischen wird kontextgebundenen Substantiven oft ein Demonstrativpronomen vorangestellt, ebenso im Litauischen. Im Polnischen tauchen fallweise nachgestellte Demonstrativpronomina auf, die vorerwähnte Ausdrücke hervorheben.
Das immer weitere Vordringen des Artikelgebrauchs lässt sich auf eine konstante Tendenz in der Entwicklung der Nebensilben zurückführen, die sich bis in die Gegenwartssprache fortsetzt. Aus sprachökonomischen Gründen kommt es zur Nebensilbenabschwächung und auch zur Nebensilbenvokalausstoßung (Apokope und Synkope). Diese in erster Linie lautliche Konstante hat Konsequenzen für das Formensystem, da sie sich wesentlich auf die Flexionsmorpheme auswirkt. Durch die Abschwächung der volltonigen Endsilbenvokale zum Schwa ([ə], meistens e geschrieben) fallen unterschiedliche Kasus formal zusammen; der Artikel wird gebraucht, um den Kasus anzuzeigen. Durch die Nebensilbenabschwächung wird folglich die Tendenz vom synthetischen zum analytischen Sprachbau verstärkt. Allerdings wird auch diskutiert, ob nicht vielleicht die Nebensilbenabschwächung eine Folge des Aufkommens des bestimmten Artikels sei.

## Der Artikel in den verschiedenen Sprachen
Die verschiedenen Tochtersprachen des Indogermanischen haben Artikel erst nach und nach entwickelt. Dies geschah in den germanischen Sprachen wie Deutsch und Englisch, in den romanischen Sprachen, den keltischen Sprachen, dem Bulgarischen, dem Albanischen und im Armenischen. Im Albanischen, Bulgarischen, Rumänischen und in den nordgermanischen Sprachen wird der unbestimmte Artikel wie im Deutschen vorangestellt, der bestimmte Artikel jedoch als Suffix realisiert – dies fällt jedoch in den Bereich der Determinationsflexion.

### Der Artikel in den westgermanischen Sprachen
Alle modernen westgermanischen Sprachen haben sowohl einen bestimmten (def) wie auch unbestimmten (indef) Artikel (ART) als selbständige Wörter herausgebildet; beide gehen jeweils dem Substantiv (NOM), das sie determinieren, voraus. Ihr Gebrauch ist in allen diesen Sprachen weitgehend ähnlich; man betrachte zum Vergleich folgenden Satz in den verschiedenen westgermanischen Standardsprachen:
| Sprache         | ART.def | NOM   | Kopula | ART.indef | NOM    |
| --------------- | ------- | ----- | ------ | --------- | ------ |
| Englisch:       | The     | sun   | is     | a         | star.  |
| Westfriesisch:  | De      | sinne | is     | in        | stjer. |
| Niederländisch: | De      | zon   | is     | een       | ster.  |
| Afrikaans:      | Die     | son   | is     | ’n        | ster.  |
| Luxemburgisch:  | D’      | Sonn  | ass    | en        | Stär.  |
| Deutsch:        | Die     | Sonne | ist    | ein       | Stern. |

In diesem Beispielsatz markiert der definite Artikel das Substantiv Sonne als (kontextuelles) Unikum, d. h., es gibt nur ein mögliches Bezugsobjekt außerhalb der Sprache (unabhängig von der Tatsache, dass es natürlich viele Sterne gibt, die laut Definition auch Sonnen für irgendwelche anderen Planeten sein können). Dagegen ist das Substantiv Stern auf eine ganze Klasse von Bezugsobjekten außerhalb der Sprache anwendbar. Der indefinite Artikel erfüllt hier die generische Funktion, den Gattungsnamen Stern als Prädikat dem Unikat Sonne und damit das außersprachliche Bezugsobjekt „Sonne“ der sprachlichen Begriffsklasse der „Sterne“ zuzuweisen.

### Der Artikel in den nordgermanischen Sprachen
Man vergleiche nun folgenden Satz in den verschiedenen nordgermanischen Schriftsprachen, wo zwar der indefinite Artikel ein eigenständiges Wort (ART.indef) ist und dem zu determinierenden Nomen (NOM) vorausgeht, Definitheit jedoch oft durch ein Suffix (=def) am Nomen ausgedrückt wird. Dieses (aus dem altnordischen Demonstrativpronomen hinn, hin, hit entwickelte) Suffix verbindet sich mit dem zu determinierenden Nomen zu einem Wort und wird auch in diesen Schriftsprachen nicht graphisch vom Nomen getrennt, in folgender Übersicht jedoch zum Zwecke der Sichtbarmachung mittels = vom Nomen segmentiert:
| Sprache                      | NOM=def           | Kopula | ART.indef  | NOM      |
| ---------------------------- | ----------------- | ------ | ---------- | -------- |
| Isländisch:                  | sól=in            | er     | Ø          | stjarna. |
| Färöisch:                    | sól=in            | er     | ein        | stjørna. |
| Norwegisch (Nynorsk):        | sol=a             | er     | ei         | stjerne. |
| Norwegisch (Bokmål):         | sol=a oder sol=en | er     | en oder ei | stjerne. |
| Schwedisch:                  | sol=en            | är     | en         | stjärna. |
| Dänisch:                     | sol=en            | er     | en         | stjerne. |
| West- und Südjütisch jedoch: | æ sol             | er     | en         | stjar.   |

Soweit jedoch Substantive mit vorangestellten Adjektiven verbunden werden, wird der Artikel auch in diesen Sprachen als selbstständiges Wort vorangestellt, also zwar dänisch Solen er rød „die Sonne ist rot“, aber den røde sol „die rote Sonne“.
Im Schwedischen und im Norwegischen bleibt zusätzlich die Artikelendung erhalten, die „doppelte Bestimmtheit“, also (schwedisch) den röda solen bzw. (norwegisch) den røde sola. Diese „doppelte Bestimmtheit“ gilt auch im ostdänischen Dialekt Bornholmisch. Im Schwedischen entfällt in festen Phrasen der vorangestellte Artikel, z. B. Svarta Havet „Schwarzes Meer“, högra handen „die rechte Hand“, svenska folket „das schwedische Volk“ als feste Redewendung, etwa „die Schweden“.
Als einziger Unterteil des nordgermanischen Sprachraumes verwenden die west- und südjutischen Dialekte den vorangestellten definiten Artikel æ. Er wird nicht nach Genus oder Numerus flektiert.

### Der Artikel in den romanischen Sprachen
In den romanischen Sprachen gibt es ebenfalls jeweils einen bestimmten und einen unbestimmten Artikel, obwohl das Lateinische, von dem alle diese Sprachen abstammen, noch über keine Artikel verfügte. Im Vulgärlatein hat sich jedoch der Gebrauch des Demonstrativpronomens ille als definiter Artikel allmählich etabliert und wurde in den romanischen Sprachen weiter ausgebaut (außer im Sardischen, wo das Pronomen ipse an Stelle von ille zum definiten Artikel su/sa wird). Der Gebrauch ist sehr ähnlich dem der westgermanischen Sprachen (vergleiche oben). In den westromanischen Sprachen hat der bestimmte Artikel den Status eines syntaktisch eigenständigen Wortes, während er in den balkanromanischen Sprachen suffigiert wird (siehe dazu folgendes Kapitel).
| Zeitraum              | Sprache            | ART.def | NOM    | Kopula | ART.indef | NOM       |
| --------------------- | ------------------ | ------- | ------ | ------ | --------- | --------- |
| bis 2. Jh. n. Chr.    | Klassisches Latein | Ø       | Sol    | est    | Ø         | sidus.    |
| 2.–8. Jh. n. Chr.     | Vulgärlatein       | (Ille)  | Sol    | est    | (una)     | stella.   |
| Neuzeit (16.–21. Jh.) | Sardisch           | Su      | Sole   | est    | un’       | isteddu.  |
| Neuzeit (16.–21. Jh.) | Italienisch        | Il      | Sole   | è      | una       | stella.   |
| Neuzeit (16.–21. Jh.) | Portugiesisch      | O       | Sol    | é      | uma       | estrela.  |
| Neuzeit (16.–21. Jh.) | Spanisch           | El      | Sol    | es     | una       | estrella. |
| Neuzeit (16.–21. Jh.) | Katalanisch        | El      | Sol    | és     | un        | estel.    |
| Neuzeit (16.–21. Jh.) | Französisch        | Le      | Soleil | est    | une       | étoile.   |
| Neuzeit (16.–21. Jh.) | Bündnerromanisch   | Il      | Sulegl | è      | ina       | staila.   |
| Neuzeit (16.–21. Jh.) | Friaulisch         | Il      | Soreli | al è   | une       | stele.    |

### Der Artikel in den keltischen Sprachen
Alle inselkeltischen Sprachen verfügen seit ältester Überlieferung über einen Artikel. Ob auch die festlandkeltischen Sprachen einen Artikel besaßen, lässt sich anhand der spärlichen Überlieferungslage nicht feststellen.

### Der Artikel in den Balkansprachen
Die Sprachen des Balkansprachbunds haben, obwohl die meisten nur weitläufig miteinander verwandt sind, bezüglich der Artikelbildung parallele Entwicklungen durchlaufen (bzw. sich gegenseitig beeinflusst): Während der unbestimmte Artikel wie in allen europäischen Sprachen vom Zahlwort für 1 abgeleitet wurde und den Status eines syntaktisch eigenständigen Wortes hat, wurde der bestimmte Artikel klitisiert und fungiert heute als Suffix (=def), das mit dem Nomen (NOM) verschmilzt:
| Sprache     | NOM=def   | Kopula | ART.indef | NOM      |
| ----------- | --------- | ------ | --------- | -------- |
| Albanisch   | Diell=i   | ёshtё  | njё       | yll.     |
| Bulgarisch  | Slănce=to | e      | Ø         | zvezda.  |
| Makedonisch | Sonce=to  | e      | Ø         | dzvezda. |
| Rumänisch   | Soare=le  | este   | o         | stea.    |

Das Armenische verhält sich ähnlich wie die Iranischen Sprachen, obwohl es nicht zu diesen gehört:
| Schrift               | NOM=def | ART.indef | NOM   | Kopula |
| --------------------- | ------- | --------- | ----- | ------ |
| Armenisch             | արեւ=ը  | մի        | աստղ  | է.     |
| Lateinische Umschrift | Arev=ё  | mi        | astgh | e.     |

Das Griechische weist eine den westeuropäischen Sprachen ähnliche Struktur auf, obwohl es vieler anderer Kriterien wegen zu den Balkansprachen gezählt wird:
| Schrift               | ART.def | NOM   | Kopula | ART.indef | NOM      |
| --------------------- | ------- | ----- | ------ | --------- | -------- |
| Neugriechisch         | Ο       | Ήλιος | είναι  | ένας      | αστέρας. |
| Lateinische Umschrift | O       | Ilios | ine    | enas      | asteras. |

### Der Artikel in der Slowenischen Umgangssprache
Das Slowenische besitzt in der Umgangssprache ebenso einen unbestimmten Artikel (gebildet aus dem Zahlwort en, ena, eno (‚ein, eine, eines‘)) und eine Partikel ta (‚dieser‘), die Bestimmtheit ausdrückt und ähnlich wie ein Artikel fungiert:
En nov kolega je prišel. („Ein neuer Kollege ist gekommen.“)
Ta nova kolegica je simpatična. („Diese neue Kollegin ist sympathisch.“)
Diese treten allerdings nur in Verbindung mit der unbestimmten Form des Adjektivs auf. In der Schriftsprache müssen en und ta in den beiden Beispielen unbedingt weggelassen werden.

### Nichtindogermanische Sprachen mit Artikel
Einen Artikel oder vergleichbare Elemente haben auch folgende Sprachen
- das Ungarische
- das Baskisch
- die westsemitischen Sprachen: insbesondere Arabisch, Aramäisch, Hebräisch, Amharisch u. a., nicht jedoch das ostsemitische Akkadisch.
- Nahuatl
- Nuu-chah-nulth (Nootka)

Das Chinesische, die Thai-Sprachen und das Vietnamesische kennen zwar keinen Artikel, verwenden aber zum Ausdruck von Definitheit (bei Demonstrativa) oder Indefinitheit (mit dem Zählwort 1) sog. Klassifikatoren oder Zählwörter und teilt die gegenständliche Welt in Formklassen.
Die Klassenaffixe der Bantusprachen oder der westatlantischen Sprachen hingegen klassifizieren die nominale Welt nach Wortklassen, aber drücken weder Definitheit noch Indefinitheit aus.
Einige Maya-Sprachen (z. B. Tzotzil) verwenden form/geometriespezifische Lageverben zur bestimmten Positionsmarkierung im Raum.

#### Baskisch
Im Baskischen gibt es sowohl einen bestimmten wie auch einen unbestimmten Artikel. Beide werden dem jeweiligen Nomen, das sie begleiten, nachgestellt:
| Sprache            | NOM(=def) | NOM   | ART.indef | Kopula |
| ------------------ | --------- | ----- | --------- | ------ |
| Baskisch           | Eguzki=a  | izar  | bat       | da.    |
| Deutsch (wörtlich) | Sonne=die | Stern | ein       | ist.   |

Der unbestimmte Artikel ist identisch mit dem Zahlwort für 1.

#### Semitische Sprachen
Semitische Sprachen wie Arabisch und Hebräisch kennen zwar jeweils einen bestimmten, aber keinen unbestimmten Artikel (siehe auch unter „Weblinks“). Jedoch kennzeichnet das Hocharabische den Status eines Nomens in einem Portmanteau-Morphem, das gleichzeitig Kasus und Unbestimmtheit/Bestimmtheit des Nomens anzeigt (in diesem Beispiel =tun für femininen unbestimmten Nominativ). Der bestimmte Artikel (def=) wird graphisch und lautlich mit dem Substantiv, das er begleitet, zu einem Wort verschmolzen:
| Sprache       | def=NOM  | Kopula | NOM(=indef)   |
| ------------- | -------- | ------ | ------------- |
| Neuhebräisch  | ha-šémeš | Ø      | koḫáv.        |
| Hoch-Arabisch | aš-šámsu | Ø      | náǧma(-tun).* |

 * Die Endung „-tun“ wird am Satzende nicht gesprochen
Besonders stark ist die Verschmelzung des arabischen Artikels al- vor den sogenannten Sonnenbuchstaben.

## Artikellose Sprachen

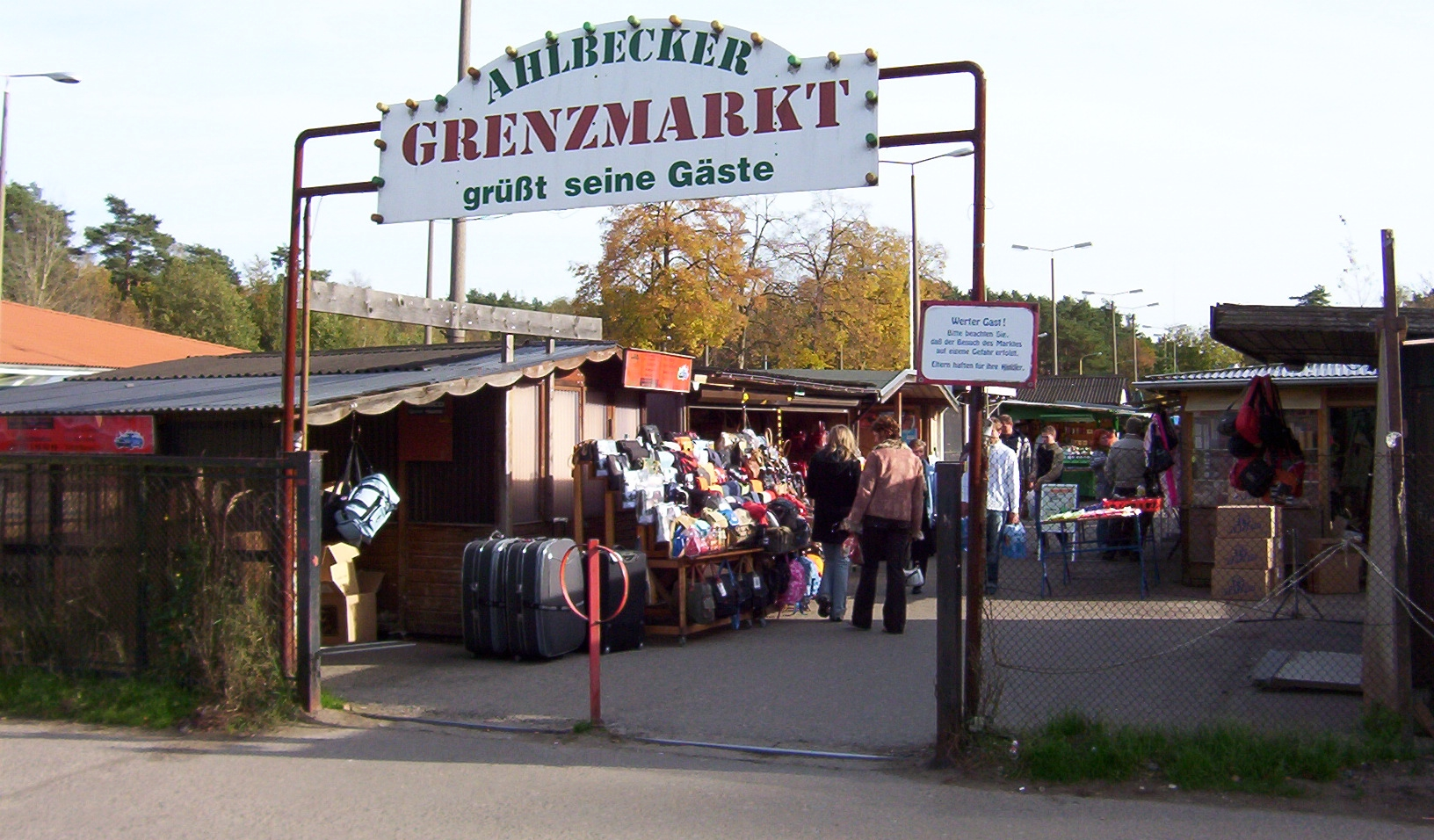
Schild mit Übersetzungsfehler: „Ahlbecker Grenzmarkt grüßt seine Gäste“ ohne bestimmten Artikel im polnischen Świnoujście (2020)

Viele Sprachen haben keinen Artikel. Aber auch sie haben meist sprachliche Mittel, um Bestimmtheit oder Unbestimmtheit eines Nomens auszudrücken oder zu betonen.

### Slawische und baltische Sprachen
Die meisten modernen baltischen und alle slawischen Sprachen (außer dem Bulgarischen und dem Makedonischen, die zum Balkansprachbund gehören) kennen weder bestimmte noch unbestimmte Artikel. In der Umgangssprache kennen das Slowenische und das Sorbische sowohl einen bestimmten, wie einen unbestimmten Artikel. Eine Übersicht über die wichtigsten baltischen und slawischen Standardsprachen (ohne die Balkanslavinen):
| Sprachzweig | Sprachzweig  | Sprache      | NOM (Thema) | Kopula | NOM (Rhema) |
| ----------- | ------------ | ------------ | ----------- | ------ | ----------- |
| Baltisch    | Baltisch     | Lettisch     | Saule       | ir     | zvaigzne.   |
| Baltisch    | Baltisch     | Litauisch    | Saulė       | (yra)  | žvaigždė.   |
| Slawisch    | Westslawisch | Polnisch     | Słońce      | jest   | gwiazdą.    |
| Slawisch    | Westslawisch | Slowakisch   | Slnko       | je     | hviezda.    |
| Slawisch    | Westslawisch | Tschechisch  | Slunce      | je     | hvězda.     |
| Slawisch    | Südslawisch  | Kroatisch    | Sunce       | je     | zvijezda.   |
| Slawisch    | Südslawisch  | Serbisch     | Sunce       | je     | zvezda.     |
| Slawisch    | Südslawisch  | Slowenisch   | Sonce       | je     | zvezda.     |
| Slawisch    | Ostslawisch  | Russisch     | Solnce      | −      | zvezda.     |
| Slawisch    | Ostslawisch  | Ukrainisch   | Sonce       | −      | zorja.      |
| Slawisch    | Ostslawisch  | Belarussisch | Sonca       | –      | zorka.      |

Diese Sprachen regeln im Beispielsatz die semantischen Funktionen Spezifität (die Sonne) und Generizität (ein Stern) mittels der Wortstellung (siehe Thema-Rhema-Gliederung), die in diesem Beispielsatz fest ist und nicht umgekehrt werden kann wie etwa im Deutschen (Ein Stern ist die Sonne.).
In Sätzen mit Vollverben (außer der Kopula sein, die in vielen slawischen Sprachen im Präsens kaum verwendet wird) verfügen die slawischen Sprachen außerdem mittels der verbalen Kategorie Aspekt über Ausdrucksmöglichkeiten, deren Effekte sich mit der Bedeutung von Artikeln überschneiden können.
Ferner können Demonstrativpronomina, die in allen indogermanischen Sprachen den definiten Artikeln historisch zu Grunde liegen, die Markierung von Definitheit übernehmen, so etwa im umgangssprachlichen Tschechischen:
ten měsíc (m.) „dieser Mond“
ta hvězda (f.) „dieser Stern“
ti lidé (m./Pl.) „diese Leute“
ty hvězdy (f./Pl.) „diese Sterne“
Es handelt sich jedoch dabei nicht um einen Artikel im grammatischen Sinne, da er wegen seiner demonstrativen Bedeutung zum Beispiel im obigen Beispielsatz nicht angewendet werden kann:
*To slunce je hvězda. (vgl. deutsch „*Diese Sonne ist ein Stern.“)

### Turksprachen
Die Turksprachen kennen die Wortart des Artikels nicht. Das Nomen ist grundsätzlich nach Bestimmtheit oder Unbestimmtheit, auch nach Singular oder Plural indifferent. Es werden andere sprachliche Mittel benutzt, um Bestimmtheit oder Unbestimmtheit wiederzugeben, soweit dies nicht schon aufgrund der Sprechsituation eindeutig ist. So kann im Türkischen das Possessivsuffix, oft der 3. Person -(s)i/ı/ü/u, Spezifität ausdrücken, wobei Spezifität jedoch nicht mit Bestimmtheit verwechselt werden darf:
en büyük „sehr groß, am größten“
en büyüğü „der/die/das Größte (davon)“
iyi „gut“
iyisi „der/die/das Gute (davon, von beiden)“
Auch eine Kasusendung im Akkusativ vermag Spezifität ausdrücken:
Bir elma aldım. „Ich nahm mir einen Apfel.“
aber: Elmayı aldım. „Ich nahm mir den Apfel.“
Oft wird das Zahlwort bir „eins“ ähnlich wie im Deutschen der unbestimmte Artikel verwendet. Lehrbücher bezeichnen das Wort um der besseren Verständlichkeit willen oft als unbestimmten Artikel. Die Parallelität ist aber nur eine scheinbare, denn im Türkischen steht die Bedeutung als Zahlwort im Vordergrund. Es markiert das Bezugswort als individualisierten, aber nicht weiter bestimmten Singular. Man vergleiche (das Wort almak bedeutet auch „kaufen“):
Bir elma aldım. „Ich kaufte einen Apfel.“ (nur einen Apfel)
İki elma aldım. „Ich kaufte zwei Äpfel.“
aber: Elma aldım. „Ich kaufte Äpfel.“ (oder einen Apfel, die Anzahl bleibt unbestimmt, es kommt nur auf die Art an.)
Bei Verwendung des Plurals müssen in dieser Sprechsituation die Äpfel individualisiert und damit bestimmt sein und die Akkusativendung annehmen:
Elmaları aldım. „Ich kaufte die Äpfel.“
Jedoch kann der Akkusativ im türkischen auch nach einem Wort mit dem Zahlwort bir stehen, was den Unterschied zwischen Bestimmtheit und im deutschen nicht markierter Spezifität verdeutlicht:
unspezifisch: Ahmet bir kadın arıyor. „Ahmet sucht eine Frau“ (d. h. irgendeine, Hauptsache Frau).
spezifisch: Ahmet bir kadını arıyor. „Ahmet sucht eine Frau“ (d. h. eine gewisse)
Auch in den anderen Turksprachen gibt es keinen bestimmten Artikel; das Zahlwort für 1 ist wie ein unbestimmter Artikel jedoch in allen optional verwendbar:
| Sprache           | NOM    | ART.indef | NOM     | Kopula |
| ----------------- | ------ | --------- | ------- | ------ |
| Aserbaidschanisch | Günəş  | (bir)     | ulduz.  |        |
| Tatarisch         | Kojaş  | (ber)     | juldyz. |        |
| Tschuwaschisch    | Xəvel  | (pĕr)     | śăltăr. |        |
| Türkisch          | Güneş  | (bir)     | yıldız  | dır.   |
| Usbekisch         | Quyosh | (bir)     | yulduz. |        |

Die Verwendung des Zahlwortes ist aber nicht beliebig, sondern führt zu einer nuancierten Bedeutungsverschiebung. Güneş bir yıldız bedeutet: Die Sonne ist ein Stern (= ein Exemplar der Menge „Stern“). Güneş yıldız(dır) würde dagegen eher bedeuten: Die Sonne hat die Eigenschaft, ein Stern zu sein/ist „sternig“.

### Finno-ugrische Sprachen
In den ostseefinnischen Sprachen gibt es weder bestimmten noch unbestimmten Artikel; in der ungarischen Sprache dagegen schon:
| Sprache   | ART.def | NOM     | Kopula | ART.indef | NOM      |
| --------- | ------- | ------- | ------ | --------- | -------- |
| Estnisch  | Ø       | Päike   | on     | Ø         | täht.    |
| Finnisch  | Ø       | Aurinko | on     | Ø         | tähti.   |
| Ungarisch | A       | nap     | ---    | egy       | csillag. |

## Teilungsartikel
In einigen Sprachen gibt es den so genannten Teilungsartikel, so zum Beispiel im Französischen (de) und im Italienischen (di) in Verbindung mit dem definiten Artikel. Er wird dann angewandt, wenn das Nomen eine unzählbare Menge angibt, und ist im Französischen obligatorisch, im Italienischen fakultativ – zum Beispiel:
frz. Je mange du pain. (wörtlich: „Ich esse vom Brot.“)
it. Mangio (del) pane. (wörtlich: „Ich esse (vom) Brot.“)
Historisch betrachtet gab es den Teilungsartikel in fast allen romanischen Sprachen; am längsten hält er sich im zentralen romanischen Raum (Italo-, Räto- und Galloromania).

## Proprialer Artikel
In einigen europäischen Sprachen findet sich die Tendenz, auch Eigennamen (sog. Nomina propria) in Verwendung als Satzglieder mit dem definiten Artikel zu versehen, obwohl Eigennamen innerhalb eines Satzes üblicherweise auf ein außersprachliches Individuum bereits eindeutig Bezug nehmen. Dies ist etwa in der süddeutschen Umgangssprache üblich:
Die Monika hat dem Peter geholfen.
Ein solcher Artikel ist semantisch expletiv, d. h., er verändert in keiner Weise die Bedeutung des Propriums oder der Nominalphrase, die er begleitet. Er heißt darum proprialer Artikel.
Proprialer Gebrauch des bestimmten Artikels findet sich
- in den oberdeutschen, mitteldeutschen und niederdeutschen Dialekten sowie im Luxemburgischen
- im Portugiesischen, Galicischen sowie den okzitanischen, norditalienischen und rätoromanischen Dialekten
- im Albanischen,
- im Griechischen,
- in der ungarischen Umgangssprache,
- im Arabischen.
- In norwegischen Dialekten tritt bei Personennamen das (vorangestellte) Demonstrativpronomen an die Stelle des (suppletiven) Artikels.

Auffällig ist dabei sein kontinuierliches Verbreitungsgebiet über den Alpenhauptkamm und verschiedene Sprachfamilien hinweg.
Auch Standarddeutsch kennt den proprialen Artikel, z. B. wenn der Name mit einem adjektivischen (Links-)Attribut versehen ist:
Die schöne Monika
Viele Grüße aus dem schönen Konstanz am Bodensee

### Katalanisch
Besondere Aufmerksamkeit verdient der propriale Artikel der katalanischen Sprache; dort wird er nämlich auch morphologisch (also in Laut und Schrift) vom definiten Artikel für Appellativa unterschieden. Man vergleiche:
En Joan va portar el llibre.
Joan brachte das Buch.
ABER:
L’home va portar el llibre.
Der Mann brachte das Buch.

### Madagassisch
In der madagassischen Sprache ist nicht nur der propriale Artikel vom definiten Artikel ny für Communia formal verschieden, sondern es gibt sogar unterschiedliche Formen des proprialen Artikels, je nachdem ob er für Personen- oder Ortsnamen verwendet wird:
- Für Ortsnamen hat der Artikel die Form an-, wie etwa in der Hauptstadt Madagaskars, Antananarivo.
- Für Personen gibt es wiederum verschiedene Formen je nach Geschlecht und nach Intention und Verhältnis des Sprechers gegenüber der besprochenen Person (Referent):

|            |               | männlicher Referent | weiblicher Referent |
| ---------- | ------------- | ------------------- | ------------------- |
| Verhältnis | familiär      | i                   | i                   |
| Verhältnis | distanziert   | ra                  | (ikala)             |
| Intention  | respektvoll   | ilai                | ra                  |
| Intention  | honorifikativ | andria              | ra                  |
| Intention  | pejorativ     | ---                 | ikala               |

- Für den Plural hat der propriale Artikel die Form ry vor Personengruppen, die z. B. eine Familie bilden.
- Die Formen ilai und ikala werden auch vor männlichen bzw. weiblichen Tiernamen benutzt.

## Formen der deutschen Artikel
Sowohl der bestimmte als auch der unbestimmte Artikel des Deutschen werden nach
- Genus: maskulin, feminin, neutral,
- Numerus: Singular, Plural,
- Kasus: Nominativ, Genitiv, Dativ, Akkusativ

flektiert.
Rein rechnerisch wären damit 24 verschiedene Flexionsformen je Artikel möglich. De facto treten jedoch nur sechs Formen des bestimmten Artikels auf, und sieben Formen des unbestimmten Artikels, von denen die meisten mehrere grammatische Funktionen im jeweiligen Paradigma übernehmen.
Besonders gilt zu beachten, dass der unbestimmte Artikel im Plural stets die Nullform ∅ zeigt:
Jemand hat gestern ein Buch gekauft. (Singular)
Jemand hat gestern ∅ Bücher gekauft. (Plural)
ABER: Jemand hat gestern einige/viele Bücher gekauft. (unbestimmte Quantifikatoren)
Auch im Singular hat der unbestimmte Artikel normalerweise die Nullform als Begleiter von Substantiven, die auf etwas Unzählbares referieren (es sei denn, der an sich unzählbare Gegenstand wird portioniert):
Ich habe gestern ein Buch gekauft. (zählbar)
Ich habe gestern ∅ Mehl gekauft. (unzählbar)
ABER: Ich habe gestern ein Pfund Mehl gekauft. (unbestimmte Quantifikatoren)
Hier ein Überblick über das vollständige Flexionsparadigma des unbestimmten Artikels:
|           | Zählbare Substantive | Zählbare Substantive | Zählbare Substantive | Zählbare Substantive | Unzählbare Substantive aller Genera |
|           | Singular             | Singular             | Singular             | Plural               | Unzählbare Substantive aller Genera |
| Kasus     | maskulin             | feminin              | neutral              | Plural               | Unzählbare Substantive aller Genera |
| --------- | -------------------- | -------------------- | -------------------- | -------------------- | ----------------------------------- |
| Nominativ | ein                  | eine                 | ein                  | ∅                    | ∅                                   |
| Genitiv   | eines                | einer                | eines                | ∅                    | ∅                                   |
| Dativ     | einem                | einer                | einem                | ∅                    | ∅                                   |
| Akkusativ | einen                | eine                 | ein                  | ∅                    | ∅                                   |

Der bestimmte Artikel zeigt im Plural einen Zusammenfall der Formen für alle drei Genera:
|           | Singular | Singular | Singular | Plural |
| Kasus     | maskulin | feminin  | neutral  | Plural |
| --------- | -------- | -------- | -------- | ------ |
| Nominativ | der      | die      | das      | die    |
| Genitiv   | des      | der      | des      | der    |
| Dativ     | dem      | der      | dem      | den    |
| Akkusativ | den      | die      | das      | die    |

In der linguistischen Diskussion herrscht Uneinigkeit darüber, ob die bestimmten Artikel als freie Morpheme anzusehen sind, oder ob sie analog zum Demonstrativpronomen {dies-} ein Flexionsparadigma zu {d-} oder {de-} bilden, d. h. der < de-er, die < de-e und das < de-es.

### Gebrauch im Deutschen
War die germanische Ursprache noch artikellos, so wird der Gebrauch des Artikels im Laufe der hochdeutschen Sprachentwicklung im Regelfall bei Gattungsnamen („Die Frau schläft; ein Mädchen weint“) verbindlich. Anders bei Personennamen und gewissen Prädikativa:
„Hans ist Bäcker.“
„Petra ist Schweizerin.“
Ferner lassen bestimmte Fügungen keinen Artikel zu: „Ich fahre Auto“ (aber: „Er fährt einen Mercedes“ und auch „Ich fahre das Auto auf den Hof.“).

#### Gebrauch des proprialen Artikels
Personennamen werden laut Lehrbuch nur dann mit Artikel gebraucht, wenn vor dem Namen ein Adjektiv steht: der hübsche Hans, die kluge Petra. Im oberdeutschen Sprachraum ist es jedoch üblich, Namen (außer in der Anrede), mit dem bestimmten Artikel zu verwenden. Ingerid Dal führt das darauf zurück, dass Artikel über Familiennamen eindrangen, die eigentlich Appellativa waren, wie mittelhochdeutsch der strickære („Seiler“).
Ortsnamen werden bis auf wenige Ausnahmen immer ohne Artikel benutzt, vor allem jene mit neutralem Genus. Maskuline und feminine Länder- und Regionalnamen werden dagegen stets mit proprialem Artikel gebraucht, z. B.: die Slowakei, die Waadt, der Libanon, der Ruhrpott. Regionalsprachlich gilt dies auch für gewisse neutrale Regionalnamen, etwa schweizerhochdeutsch das Burgund, das Piemont, das Friaul, das Tirol, das Vorarlberg, und für zahlreiche schweizerische Land- und Talschaften wie das Bergell, das Gaster, das Tessin, das Wallis.
Fluss- und Bergnamen führen im Deutschen stets einen proprialen Artikel, z. B.: die Elbe, der Amazonas, die Schneekoppe, der Mount Everest.

#### Artikellosigkeit
Artikellosigkeit lässt sich weiter in einer großen Zahl von Sprichwörtern und formelhaften Verbindungen finden: „Haus und Hof“; „Mann und Maus“. Auch Abstrakta und Stoffbezeichnungen können als Subjekt ohne Artikel gebraucht werden, ohne dass sich die Bedeutung verändert: „(Die) Schönheit vergeht“; „(Das) Geld regiert die Welt“. Hier handelt es sich um Relikte des älteren artikellosen Gebrauchs. In diesen Zusammenhang fallen auch Dichtungen, die stilistisch überlieferte Volkslieder nachbilden sollten: „Knabe sprach – Röslein wehrte sich.“
Alternativ können an Stelle des Artikels andere Determinative gebraucht werden wie beispielsweise kein/dieser/jener/mancher/jeder/mein usw. Vollständige Artikellosigkeit unterliegt im Neuhochdeutschen Bedingungen wie den genannten.